# کشتن آقای گریفین (فیلم)
کشتن آقای گریفین (انگلیسی: Killing Mr. Griffin) یک فیلم تلویزیونی آمریکایی محصول سال ۱۹۹۷ به کارگردانی جک بندر و با بازی جی توماس، اسکات بایرستو، ماریو لوپز و ایمی جو جانسون است. این فیلم بر پایهٔ رمان کشتن آقای گریفین نوشتهٔ لوئیس دانکن در سال ۱۹۷۸ ساخته شده‌است.